# Cerro Acotango
De Cerro Acotango is een 6.052 meter hoge stratovulkaan die op de grens ligt tussen Bolivia en Chili. Hij ligt 160 km ten oosten van Arica in het Parque Nacional Lauca in de centrale Andes. De Acotango wordt beschouwd als een actieve vulkaan, echter is onbekend wanneer de laatste uitbarsting was. De Cerro Acotango maakt samen met de Umurata en de Cerro Capurata deel uit van de Kimsa Chata groep.